# Clairette (cépage)
La clairette B est un cépage français blanc.

## Historique

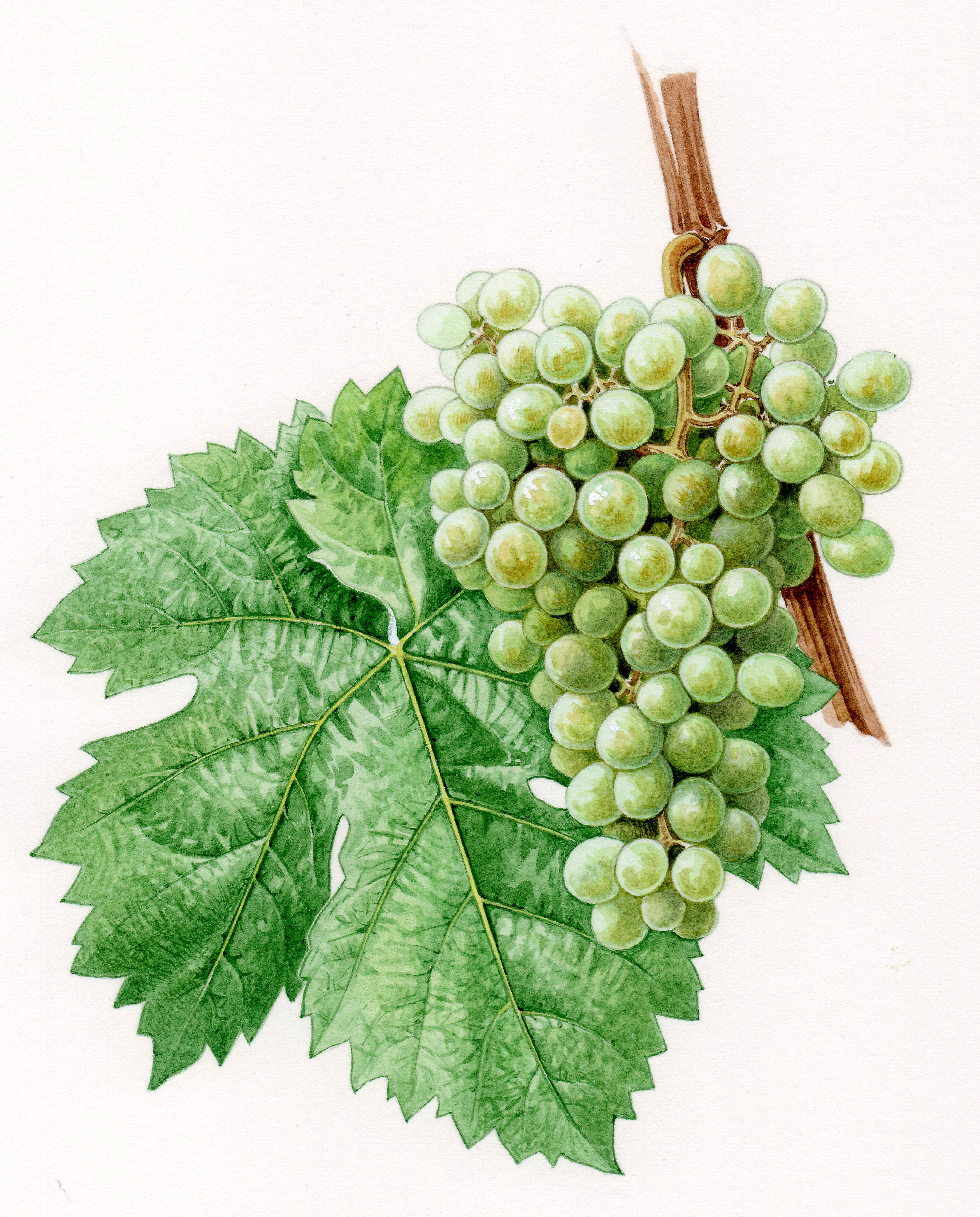
Grappe et feuille de clairette.

Cépage de faible acidité, il était autrefois utilisé dans le vignoble du Languedoc-Roussillon comme base pour le vermouth. La clairette est utilisée dans la plupart des côtes-du-rhône blancs ainsi que dans les rosés de Tavel.
Curieusement, ce cépage a été rendu célèbre par la Clairette de Die, bien que ce vin pétillant et doux soit composé de 75 % de muscat blanc à petits grains (au minimum) et de 25 % de clairette (au maximum).
La Clairette est un cépage également cultivé dans le Languedoc-Roussillon, et bénéficie des appellations d'origine contrôlées Clairette du Languedoc et clairette de Bellegarde. Un des plus importants producteurs de Clairette du Languedoc est le village d'Adissan, dans l'Hérault. C'est un vin sec ou moelleux, tranquille, presque nonchalant, fruité à souhait, et composé de 100 % de Clairette. Aussi appelée blanquette, clairette blanche, clairette verte, muscade. Cépage phare de la clairette de Die et d'autres mousseux du Rhône et du Languedoc, ce raisin donne du vin riche en sucre et en alcool, au bouquet de pomme et de fleurs blanches.
La clairette rose est une variété de la clairette.

## Origine
Ce plant méridional a une origine très ancienne, peut-être romaine, certains ampélographes le voyait s’installer d'abord en France dans la vallée de l'Hérault. Son nom est très certainement dérivé du latin clara (clair), prenant la forme d'un diminutif populaire, claretta, ce qui donna ensuite clairette en français.

## Caractères ampélographiques

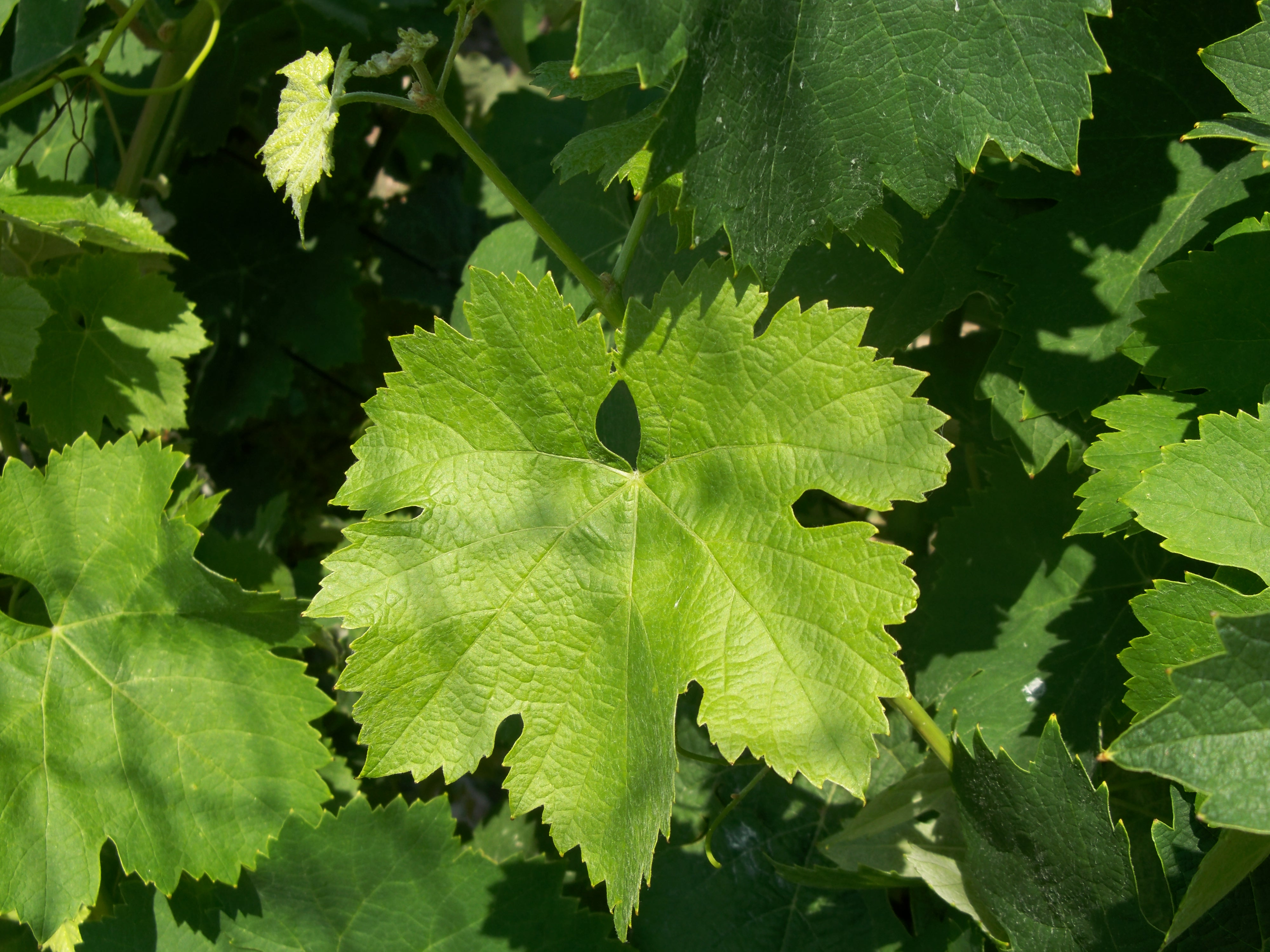
Feuillage de clairette B

- Extrémité du jeune rameau cotonneux blanc à liseré carminé.
- Jeune feuilles duveteuses, jaunâtres.
- Feuilles adultes, à 5 lobes avec des sinus latéraux étroits et à fonds aigus, un sinus pétiolaire fermé à bords superposés, dents ogivales et petites, un limbe cotonneux-pubescent. La surface des feuilles est gaufrée.
- Les grappes sont cylindro-coniques, peu compactes et ailés, et les baies sont elliptiques, voire pointues, à la teinte blanche parsemée de pointes sombres.

## Aptitudes culturales
La maturité est de troisième époque moyenne (surtout en basse saison) : 30 jours après le chasselas, elle arrive tout aussi tardivement à maturité, en troisième époque moyenne, 4 semaines après le cépage étalon. Si elle mûrit sur le tard, il y a toutefois un avantage à la vendanger un peu prématurément, afin d'éviter sa prise d'amertume et obtenir un vin plus fin. La clairette est un cépage rigoureux, résistant à la sécheresse, mais dont les rameaux sont sensibles au vent. Elle craint le mildiou, les acariens et les vers de la grappes.

## Potentiel technologique
Les grappes sont moyennes à grosses et les baies sont de taille moyenne. La grappe est cylindro-conique, peu compacte et ailée. Le cépage est très vigoureux et fertile. Il est peu sensible à l'oïdium et l'excoriose mais il craint le mildiou et les acariens.
En matériel certifié, 10 clones sont agréés.

## Synonymes
La clairette est connu sous les noms de blanc Laffite, blanquette, Bou Afrara, branquete, cibade, clairette blanche, clairette de Limoux, clairette pointue, colle Musquette, cotticour, Fehér Clairette, gaillard blanc, gaillarde claire (Limousin), granolata, kléret, kléret Belyi, muscade, ondenic, osianka, ovsyanka, petit blanc, petit kléret, poupe de Gate, pti blan d’Obena, Seidentraube, uva Gijona et Vivsyanka.